# Джумагалиев, Имангали
Имангали Джумагалиев (каз. Иманғали Жұмағалиев; 1903 год — ?) — председатель колхоза «Кусем» Урдинского района Уральской области, Казахская ССР. Герой Социалистического Труда (1948).

## Биография
Имангали Джумагалиев родился 1903 году в Урдинском районе Уральской области Казахской ССР. Казах по национальности.
Свою трудовую деятельность начал в 1925 году лесником в Нарынском хозяйстве. С 1928 года перешёл на советскую и партийную работу в Урдинском районе, занимаясь вопросами развития сельского хозяйства и организации труда в регионе.  
В 1944 году Имангали Джумагалиев был избран председателем колхоза «Кусем» Урдинского района. Под его руководством в первые послевоенные годы (четвёртая пятилетка 1946–1950 гг.) колхоз добился впечатляющих результатов:  
- Поголовье общественного скота увеличилось на 6 тысяч голов.
- В 1947 году животноводы колхоза добились выдающихся результатов, вырастив 118 жеребят от 118 кобыл при табунном содержании.

Указом Президиума Верховного Совета СССР от 23 июля 1948 года «за получение высокой продуктивности животноводства в 1947 году, вырастившему при табунном содержании 118 жеребят от 118 кобыл» Джумагалиев Имангали удостоен звания Героя Социалистического Труда с вручением Ордена Ленина и золотой медали Серп и Молот.
В 1952 году он был назначен заведующим молочно-товарной фермой колхоза имени Ленина в Чапаевском районе. Позже возглавлял колхоз имени Чуйкова, где продолжал внедрять передовые методы управления сельским хозяйством.  
Имангали Джумагалиев ушёл на заслуженный отдых в 1958 году, оставив значимый след в развитии сельскохозяйственной отрасли региона.  